# Aizy-Jouy
Aizy-Jouy é uma comuna francesa na região administrativa de Altos da França, no departamento Aisne. Estende-se por uma área de 14,63 km². Em 2010 a comuna tinha 297 habitantes (densidade: 20,3 hab./km²).